# Wolffia brasiliensis
Wolffia brasiliensis är en kallaväxtart som beskrevs av Hugh Algernon Weddell. Wolffia brasiliensis ingår i släktet Wolffia och familjen kallaväxter. Inga underarter finns listade.